# Oston Urunov
Oston Urunov (Navoiy, 19 de diciembre de 2000) es un futbolista uzbeko que juega en la demarcación de centrocampista para el Persépolis F. C. de la Iran Pro League.

## Selección nacional
Hizo su debut con la selección de fútbol de Uzbekistán el 2 de junio de 2019 en un partido amistoso contra Turquía que finalizó con un resultado de 2-0 a favor del combinado turco tras un doblete de Zeki Çelik.

## Clubes
| Club                   | País       | Año       | Partidos | Goles |
| ---------------------- | ---------- | --------- | -------- | ----- |
| PFC Navbahor Namangan  | Uzbekistán | 2017-2019 | 51       | 3     |
| Lokomotiv Tashkent     | Uzbekistán | 2019-2020 | 13       | 1     |
| F. C. Ufa              | Rusia      | 2020      | 10       | 0     |
| F. C. Spartak de Moscú | Rusia      | 2020-2021 | 9        | 1     |
| F. C. Ufa (cedido)     | Rusia      | 2021-2022 | 27       | 0     |
| F. C. Ural             | Rusia      | 2022      | 3        | 0     |
| PFC Navbahor Namangan  | Uzbekistán | 2023-2024 | 35       | 14    |
| Persépolis F. C.       | Irán       | 2024-     | 39       | 12    |

## Palmarés

### Títulos nacionales
| Título          | Club             | País | Año  |
| --------------- | ---------------- | ---- | ---- |
| Iran Pro League | Persépolis F. C. | Irán | 2024 |